# Bão Ekeka (1992)
Bão Ekeka là một xoáy thuận nhiệt đới Thái Bình Dương không bình thường - nó đã đạt đến cường độ bão cấp 3 vào khoảng thời gian đầu tháng 2 trong năm . Là cơn bão đầu tiên của mùa bão Đông Bắc Thái Bình Dương 1992, Ekeka đã phát triển trên vùng biển xa phía Nam Hawaii trong ngày 28 tháng 1. Sau một quãng thời gian tăng cường độ dần đều, hệ thống đã mạnh lên thành bão cấp 3 vào ngày 2 tháng 2, dù vậy không lâu sau nó đã bắt đầu suy yếu do độ đứt gió không thuận lợi. Ekeka vượt đường đổi ngày quốc tế khi đã giảm cấp xuống là bão nhiệt đới, và ngay sau đó nó tiếp tục suy yếu thành áp thấp nhiệt đới. Với hướng di chuyển lệch dần xuống phía Tây Nam, Ekeka đã đi qua quần đảo Marshall rồi tiếp đến là Chuuk, trước khi tan vào ngày 9 tháng 2 trên khu vực cách Papua New Guinea khoảng 310 dặm (500 km) về phía Bắc. Cơn bão không gây ra bất kỳ thiệt hại nghiêm trọng nào về người hay vật chất.

## Lịch sử khí tượng
Trong giai đoạn El Niño 1991-1992, điển hình như các sự kiện tương tự khác, rãnh gió mùa cũng mở rộng đến vùng Bắc Trung tâm Thái Bình Dương, đây là vùng đại dương nằm giữa đường đổi ngày quốc tế và kinh tuyến 140ºT. Tại thời điểm đó, nhiệt độ nước biển trên bề mặt gần xích đạo ấm một cách lạ thường, và trị số độ đứt gió đồng thời giảm thấp. Vào cuối tháng 1, một vùng mây đối lưu rộng lớn đã xuất hiện và kiên trì tồn tại trong vài ngày tiếp theo trên vùng biển phía Bắc gần xích đạo. Đến ngày 23, vài con tàu đã báo cáo về những cơn gió Tây Nam mạnh trong khu vực; và Trung tâm Bão Trung tâm Thái Bình Dương (CPHP) đã bắt đầu theo dõi hệ thống từ ngày 26 tháng 1, khi nó ở cách Ka Lae, điểm cực Nam Hawaii, khoảng 950 dặm (1.530 km) về phía Nam Vùng nhiễu động ngày một tổ chức thêm khi nó di chuyển về phía Tây, và vào ngày 28 tháng 1 hệ thống đã phát triển thành áp thấp nhiệt đới One-C (01-C) tại vị trí cách không xa Kiritimati về phía Bắc và Tabuaeran về phía Đông.
Nhờ những điều kiện thuận lợi, áp thấp nhiệt đới đã mạnh lên nhanh chóng thành một cơn bão nhiệt đới và nó được CPHP đặt tên là Ekeka, một từ tiếng Hawaii. Di chuyển chậm theo hướng Tây - Tây Bắc, Ekeka tiếp tục tăng cường dần đều, đạt đến cấp độ bão cuồng phong vào ngày 30 tháng 1 khi nó ở cách rạn san hô vòng Palmyra khoảng 100 dặm (160 km) về phía Tây Bắc. Vào ngày 2 tháng 2, Ekeka đạt đỉnh với vận tốc gió 115 dặm/giờ (185 km/giờ), tương ứng bão cấp 3 trong thang Saffir-Simpson. Tuy nhiên không lâu sau cơn bão đã suy yếu do độ đứt gió tăng cao, đồng thời tốc độ di chuyển của nó cũng đã tăng khi áp cao cận nhiệt ở phía Bắc mạnh lên. Đến sáng sớm ngày mùng 3, Ekeka suy yếu thành bão nhiệt đới; và vào cuối ngày hôm đó hệ thống đã vượt đường đổi ngày quốc tế đi sang khu vực Tây Bắc Thái Bình Dương. Khi đó, Trung tâm Cảnh báo Bão Liên hợp (JTWC) đánh giá vận tốc gió của cơn bão ở ngưỡng 50 dặm/giờ (85 km/giờ), còn Cơ quan Khí tượng Nhật Bản (JMA) thì ước tính vận tốc gió đạt 60 dặm/giờ (95 km/giờ). Cùng thời điểm, JMA cũng ước tính áp suất tối thiểu của Ekeka ở mức 985 mbar, đây là trị số áp suất thấp nhất ghi nhận được trong quãng thời gian hoạt động của cơn bão; do CPHP đã không báo cáo một giá trị áp suất nào lúc Ekeka tồn tại trên vùng Trung tâm Thái Bình Dương.
Bão nhiệt đới Ekeka sau đó tiếp tục suy yếu xuống thành áp thấp nhiệt đới trong ngày 4 tháng 2. Hệ thống di chuyển nhanh, vượt qua quần đảo Marshall, và đến ngày mùng 6 thì nó chuyển hướng Tây - Tây Nam. Vào ngày 8 tháng 2, JMA tuyên bố Ekeka đã tan biến; tuy nhiên, JTWC vẫn tiếp tục theo dõi hệ thống như là một áp thấp nhiệt đới yếu khi nó di chuyển qua Chuuk. Cuối cùng thì đến sáng sớm ngày mùng 9, JTWC cũng tuyên bố Ekeka đã tan tại vị trí cách Palau khoảng 800 dặm (1.300 km) về phía Đông - Đông Nam, và cách đường bờ biển Papua New Guinea khoảng 310 dặm (500 km) về phía Bắc.

## Tác động và kỷ lục
Không có trường hợp thiệt mạng nào liên quan tới cơn bão được báo cáo. Ekeka đã di chuyển trực tiếp qua quần đảo Marshall mà không gây ra bất kỳ tác động đáng kể nào. Tại Chuuk đã ghi nhận được những cơn gió đạt vận tốc 20 dặm/giờ (30 km/giờ) khi Ekeka tấn công hòn đảo này.
Vào khoảng thời gian Ekeka hoạt động trên vùng Trung tâm Thái Bình Dương, nó đã trở thành một trong số chỉ ba xoáy thuận nhiệt đới từng ghi nhận được tại vùng đặc quyền kinh tế rạn san hô vòng Palmyra, và nó là cơn bão cuồng phong (hurricane) duy nhất từng xuất hiện trong phạm vi khu vực này.
Về vấn đề sự hình thành, Ekeka là một hệ thống hết sức bất thường. Xoáy thuận nhiệt đới thường hiếm khi hình thành trên khu vực phía Đông đường đổi ngày quốc tế vào khoảng thời gian không thuộc mùa bão. Mùa bão chính thức bắt đầu vào ngày 15 tháng 5 trên vùng Đông Thái Bình Dương và 1 tháng 6 trên vùng Trung tâm Thái Bình Dương, và thời điểm kết thúc là ngày 30 tháng 11 cho cả hai khu vực này. Trong dữ liệu chính thức về bão trên Thái Bình Dương, Ekeka là xoáy thuận nhiệt đới duy nhất hoạt động trong tháng 1 hoặc tháng 2 trên vùng đại dương nằm về phía Đông đường đổi ngày quốc tế; như vậy nó cũng đồng thời là xoáy thuận nhiệt đới xuất hiện sớm nhất trong năm trên khu vực Trung tâm Thái Bình Dương từng được ghi nhận.